# 港島徑

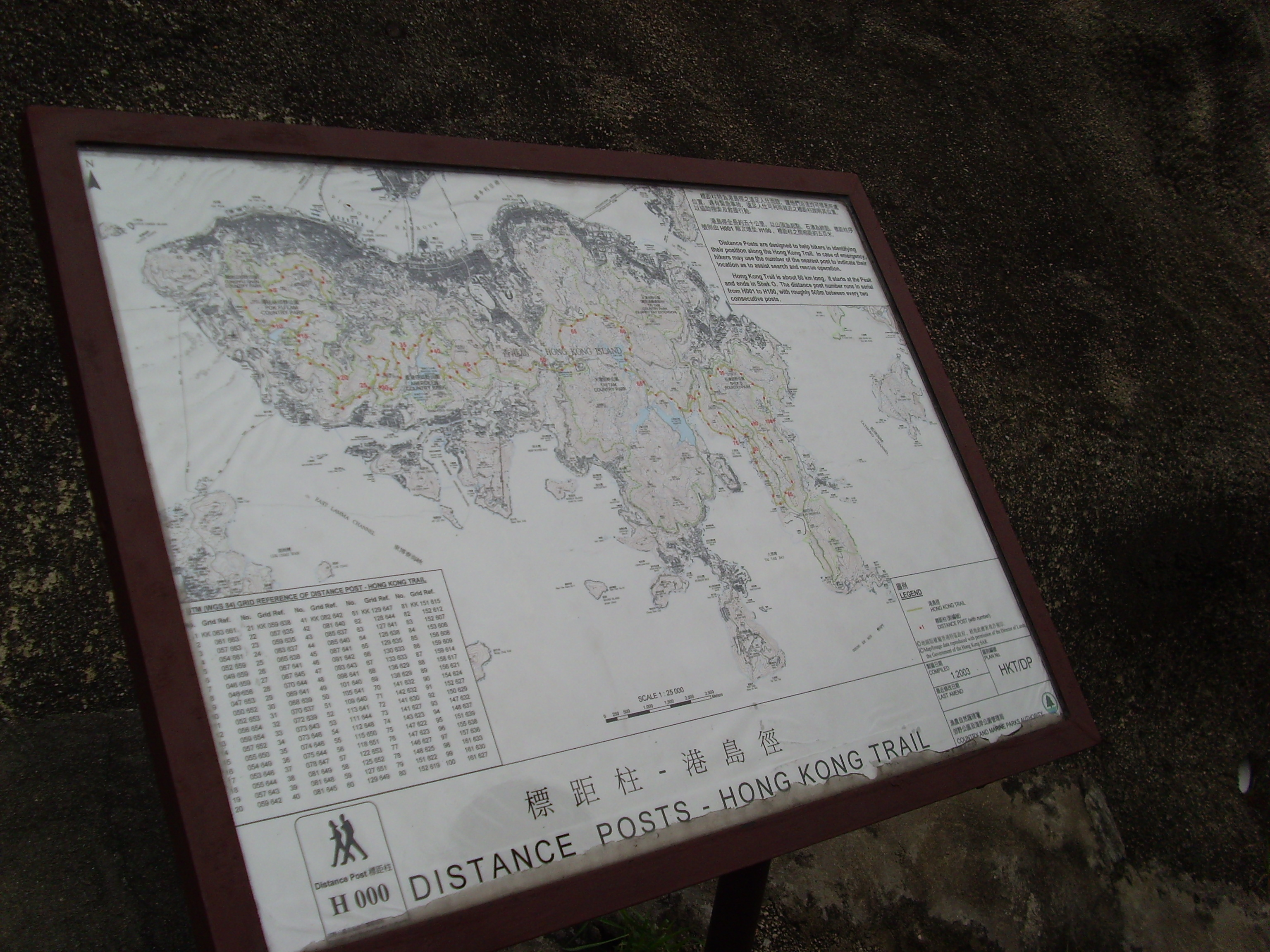
港島徑全程地圖及標距柱位置圖

港島徑（英語：Hong Kong Trail）是位於香港香港島的遠足徑，於1985年4月1日啟用，全長50公里，共分為8段。起點位於山頂爐峰峽，而終點則為石澳大浪灣。每年綠色力量都舉行綠色力量環島行，為香港環境教育工作籌款。
國際旅遊指南《Lonely Planet》曾評選全球最佳城市遠足徑，港島徑入選頭十大，獲得第十名。

## 各段資料
| 路段 | 路線               | 距離(公里) | 需時(小時) | 難度   |
| ---- | ------------------ | ---------- | ---------- | ------ |
| 1    | 山頂至薄扶林水塘   | 7.0        | 2          | ＊     |
| 2    | 薄扶林水塘至貝璐道 | 4.5        | 1.5        | ＊     |
| 3    | 貝璐道至灣仔峽     | 6.5        | 1.75       | ＊     |
| 4    | 灣仔峽至黃泥涌峽   | 7.5        | 2          | ＊＊   |
| 5    | 黃泥涌峽至柏架山道 | 4.0        | 1.5        | ＊＊＊ |
| 6    | 柏架山道至大潭道   | 4.5        | 1.5        | ＊     |
| 7    | 大潭道至土地灣     | 7.5        | 2          | ＊＊   |
| 8    | 土地灣至大浪灣     | 8.5        | 2.75       | ＊＊＊ |

難度：
- ＊ - 易行之路程
- ＊＊ - 難行之路程
- ＊＊＊ - 極費力及難行之路程

### 第一段
第一段由港島山頂爐峰峽出發，沿盧吉道及夏力道，經過西高山山腳後，沿薄扶林家樂徑，直至薄扶林水塘道為止。

### 第二段
第二段由薄扶林水塘道至貝璐道，途經薄扶林郊野公園健身設施和燒烤場地後，沿奇力山山腰下抵至貝璐道。

### 第三段
第三段由貝璐道至灣仔峽，沿貝璐道上行後，沿田灣山山腰山徑後下抵至香港仔水塘道。

### 第四段
第四段由香港仔水塘道出發，途經金夫人馳馬徑後沿中峽道上山，經中峽觀景台後沿金馬倫山山腰和布力徑直行至黃泥涌峽。

### 第五段
第五段由黃泥涌峽出發，沿大潭水塘道到達陽明山莊後攀上渣甸山，再經畢拿山的石礦場、攀上畢拿山後下抵大風坳。本段是港島徑最短的一段。

### 第六段
第六段由大風坳開始，途經大潭副水塘及水壩後到達大潭道。

### 第七段
第七段由大潭道開始，沿著大潭水塘的引水道向南行進後，途徑爛泥灣、東丫村、土地灣後沿石級上行至石澳道。

### 第八段
第八段由石澳道近土地灣開始，途經打爛埕頂山後抵達大潭峽，最後抵達大浪灣終點。

## 外部連結
- 郊野樂行 - 港島徑
- . 山全部都係山 www.hkallshan.com. 1月1日  [1/1/2024]. （原始内容存档于2024-08-18）.